# Gagliano Aterno

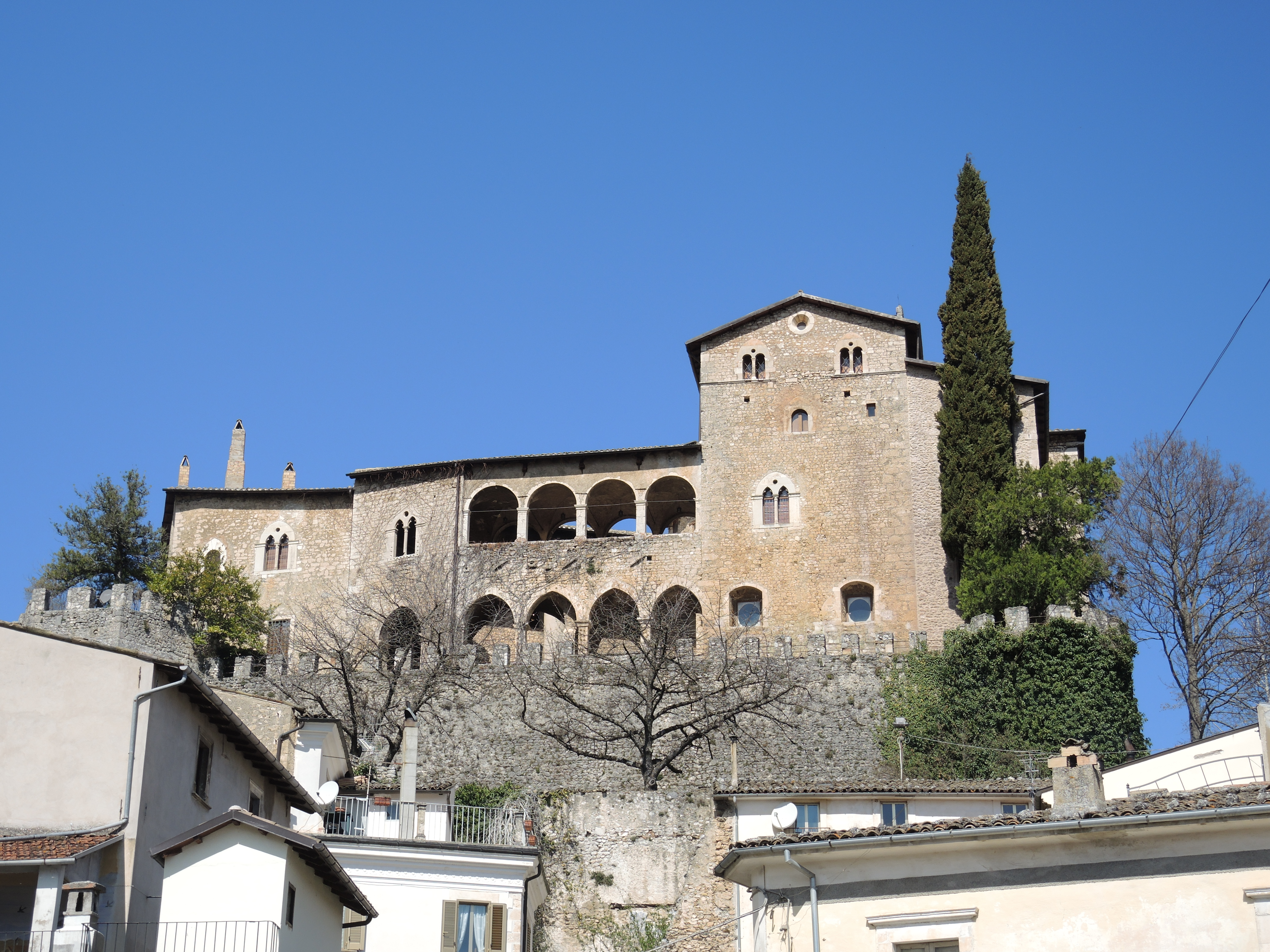
Castello di Gagliano Aterno

Gagliano Aterno ist eine italienische Gemeinde (comune) der Region Abruzzen und der Provinz L’Aquila und zählte (Stand 31. Dezember 2023) 225 Einwohner. Die Gemeinde liegt etwa 35,5 Kilometer südöstlich von L’Aquila im Regionalpark Sirente-Velino und gehört zur Comunità montana Sirentina.